# James Ingram
James Ingram (Akron, 16 de fevereiro de 1952 — Los Angeles, 29 de janeiro de 2019) foi um cantor, compositor e produtor musical estadunidense.

## Biografia
Autodidata, aprendeu a tocar piano, guitarra, baixo, bateria e sintetizador. Começou na música como um membro do grupo Revelation Funk. Durante este tempo, Ingram desenvolveu uma reputação na área de Los Angeles como um cantor de estúdio e chamou a atenção de Lamont Dozier, ex-compositor da Motown Records e produtor. Dozier convidou Ingram a contribuir com algum material; uma canção se destacou, "Love's Calling", fazendo parte do álbum Zingara, lançado em 1980.
Na década de 1980, Ingram ficou mais conhecido por suas colaborações. Ele foi número 1 nas paradas pop com Patti Austin em Baby, Come to Me, uma canção que se tornou popular por fazer parte da soap opera General Hospital. Um outro dueto de Austin e Ingram, How Do You Keep the Music Playing?, foi trilha do filme Best Friends (1982) e ganhou uma indicação ao Óscar.
Em 1981, Ingram fez os vocais de Just Once e One Hundred Ways no álbum de Quincy Jones, The Dude. Por seu trabalho neste álbum, ele ganhou um prêmio Grammy de melhor vocalista de R&B. O álbum de estreia de Ingram, It's Your Night, foi lançado em 1983 e trouxe a balada There's No Easy Way. Ele também trabalhou com outros artistas notáveis do R&B como Ray Charles, Anita Baker, Lazlo Viktor, Nancy Wilson, Natalie Cole e Kenny Rogers.
Em 1984, ele se associou à Kenny Rogers e Kim Carnes para a balada "What About Me?". Em 1985 , ele ganhou um Grammy Award por "Yah Mo B There", um dueto com Michael McDonald. No mesmo ano, participou, junto com outros quarenta e cinco artistas, da gravação do single de caridade "We Are the World" do grupo USA for Africa.  Ele também co-escreveu P.Y.T. (Pretty Young Thing) que foi gravada por Michael Jackson em seu álbum Thriller.
Em 1986, Ingram participou de um dueto com Linda Ronstadt, "Somewhere Out There", que foi trilha sonora do filme de animação An American Tail e lhe rendeu um Grammy. A mesma canção recebeu indicação ao Óscar e recebeu disco de ouro (mais de 500 000 cópias vendidas nos Estados Unidos) pela RIAA.
Em 1990, sua balada romântica I Don't Have the Heart chegou ao topo da parada. Durante a década de 1990 Ingram participou de várias canções que foram trilhas sonoras de filmes como One More Time, tema de Sarafina! (1992) e Where Did My Heart Go?, tema do filme City Slickers (1991). Sua composição de 1994, The Day I Fall in Love, um dueto com Dolly Parton, foi a canção tema do filme Beethoven's 2nd e foi nomeada para um Oscar de melhor canção original.
Faleceu em 29 de janeiro de 2019, aos 66 anos de idade.

## Discografia

### Álbuns de estúdio
| Ano                                                                                                 | Álbum                | Posição nas paradas | Posição nas paradas | Posição nas paradas | Posição nas paradas | Certificações nos Estados Unidos | Gravadora          |
| Ano                                                                                                 | Álbum                | US                  | US R&B              | US Gospel           | UK                  | Certificações nos Estados Unidos | Gravadora          |
| --------------------------------------------------------------------------------------------------- | -------------------- | ------------------- | ------------------- | ------------------- | ------------------- | -------------------------------- | ------------------ |
| 1983                                                                                                | It's Your Night      | 46                  | 10                  | —                   | 25                  | Ouro                             | Qwest/Warner Bros. |
| 1986                                                                                                | Never Felt So Good   | 123                 | 37                  | —                   | 72                  | —                                | Qwest/Warner Bros. |
| 1989                                                                                                | It's Real            | 117                 | 44                  | —                   | —                   | —                                | Qwest/Warner Bros. |
| 1993                                                                                                | Always You           | —                   | 74                  | —                   | —                   | —                                | Qwest/Warner Bros. |
| 2008                                                                                                | Stand (In the Light) | —                   | 63                  | 18                  | —                   | —                                | Intering           |
| "—" indica que o álbum não obteve boa colocação nas paradas, não foi lançado ou não foi certificado |                      |                     |                     |                     |                     |                                  |                    |

### Compilações
| 1991                                                                                                | Greatest Hits: The Power of Great Music | 168 | —  | Ouro | Qwest/Warner Bros. |
| 1999                                                                                                | Forever More (Love Songs, Hits & Duets) | 165 | 94 | —    | Private Music      |
| "—" indica que o álbum não obteve boa colocação nas paradas, não foi lançado ou não foi certificado |                                         |     |    |      |                    |

### Singles
| Ano                                                                             | Single                                                                                           | Posição nas paradas | Posição nas paradas | Posição nas paradas | Posição nas paradas | Álbum                                      |
| Ano                                                                             | Single                                                                                           | US                  | US R&B              | US AC               | UK                  | Álbum                                      |
| ------------------------------------------------------------------------------- | ------------------------------------------------------------------------------------------------ | ------------------- | ------------------- | ------------------- | ------------------- | ------------------------------------------ |
| 1981                                                                            | "Just Once" (Quincy Jones featuring James Ingram)                                                | 17                  | 11                  | 7                   | —                   | The Dude (Quincy Jones)                    |
| 1981                                                                            | "One Hundred Ways" (Quincy Jones featuring James Ingram)                                         | 14                  | 10                  | 5                   | —                   | The Dude (Quincy Jones)                    |
| 1982                                                                            | "Baby, Come to Me" (dueto com Patti Austin)                                                      | 1                   | 9                   | 1                   | 11                  | Every Home Should Have One (Patti Austin)  |
| 1983                                                                            | "How Do You Keep the Music Playing?" (dueto com Patti Austin)                                    | 45                  | 6                   | 5                   | —                   | It's Your Night                            |
| 1983                                                                            | "Whatever We Imagine"                                                                            | —                   | 21                  | —                   | —                   | It's Your Night                            |
| 1983                                                                            | "Yah Mo B There" (dueto com Michael McDonald)                                                    | 19                  | 5                   | 10                  | 12                  | It's Your Night                            |
| 1984                                                                            | "There's No Easy Way"                                                                            | 58                  | —                   | 7                   | —                   | It's Your Night                            |
| 1984                                                                            | "She Loves Me (The Best That I Can)"                                                             | —                   | 59                  | 19                  | —                   | It's Your Night                            |
| 1984                                                                            | "What About Me?" (Kenny Rogers com Kim Carnes e James Ingram)                                    | 15                  | 57                  | 1                   | 92                  | What About Me? (Kenny Rogers)              |
| 1985                                                                            | "It's Your Night"                                                                                | —                   | —                   | —                   | 25                  | It's Your Night                            |
| 1986                                                                            | "Always"                                                                                         | —                   | 27                  | —                   | —                   | Never Felt So Good                         |
| 1986                                                                            | "Never Felt So Good"                                                                             | —                   | 86                  | —                   | —                   | Never Felt So Good                         |
| 1986                                                                            | "Somewhere Out There" (dueto com Linda Ronstadt)                                                 | 2                   | —                   | 4                   | 8                   | An American Tail                           |
| 1987                                                                            | "Better Way"                                                                                     | —                   | 66                  | —                   | —                   | Beverly Hills Cop II                       |
| 1989                                                                            | "It's Real"                                                                                      | —                   | 8                   | —                   | 83                  | It's Real                                  |
| 1989                                                                            | "I Wanna Come Back"                                                                              | —                   | 18                  | —                   | —                   | It's Real                                  |
| 1989                                                                            | "(You Make Me Feel Like) A Natural Woman"                                                        | —                   | 30                  | —                   | —                   | It's Real                                  |
| 1990                                                                            | "The Secret Garden" (Quincy Jones featuring Al B. Sure!, James Ingram, El DeBarge e Barry White) | 31                  | 1                   | 26                  | 67                  | Back on the Block (Quincy Jones)           |
| 1990                                                                            | "I Don't Have the Heart"                                                                         | 1                   | 53                  | 2                   | —                   | It's Real                                  |
| 1990                                                                            | "When Was the Last Time the Music Made You Cry?"                                                 | —                   | 81                  | —                   | —                   | It's Real                                  |
| 1991                                                                            | "Where Did My Heart Go?"                                                                         | —                   | —                   | 23                  | —                   | City Slickers                              |
| 1991                                                                            | "Get Ready"                                                                                      | —                   | 59                  | —                   | —                   | The Greatest Hits:The Power of Great Music |
| 1994                                                                            | "The Day I Fall in Love" (dueto com Dolly Parton)                                                | —                   | —                   | —                   | 64                  | Beethoven's 2nd                            |
| 1995                                                                            | "When You Love Someone" (dueto com Anita Baker)                                                  | —                   | 71                  | —                   | —                   | Forget Paris                               |
| "—" indica que o single não obteve boa colocação nas paradas ou não foi lançado |                                                                                                  |                     |                     |                     |                     |                                            |